# Järnvägsolyckan i Akkavare
Järnvägsolyckan i Akkavare inträffade den 28 mars 1956 mellan Akkavare och Arvidsjaur på Inlandsbanan då en rälsbuss kolliderade med ett ångloksdraget lokalgodståg.

## Bakgrund
Som ett led i pågående rationaliseringar inom Statens järnvägar hade man 1955 dragit in platsvakten i Akkavare som således var ständigt obevakad vid tillfället för olyckan. För att kunna bedriva trafiken i oförminskad styrka tilläts istället tågmöten på obevakade trafikplatser. Obevakade tågmöten skedde på linjer med gles trafik i enlighet med § 100 i Säkerhetsordningen och innebar att tågpersonalen ombesörjde tågmötet själva utan inverkan från en tågklarerare på bevakad station vilket är normalt förfarande.
| ” | Bestämmelserna i denna § skola jämte säo övriga föreskrifter tillämpas i sin helhet eller endast betr. mom. 9 på de bansträckor, styrelsen bestämmer. [...] Mom. 3: Möte och förbigång får ske på ständigt obevakad dpl, och tåg får utsändas på stationssträcka, även när annat tåg finns på eller bortom gränsplats på framförliggande del av stationssträckan. När S4 eller S5 innebär, att möte eller förbigång skall ske på ständigt obevakad dpl, skall S4 (S5) kvitteras av tkl på stationssträckans gränsstationer. När S4 kvitteras, skall mötet (förbigången) anges.[...] | „ |
| – Undantagsbestämmelser: Kapitel V, § 100, 1947 års Säkerhetsordning vid SJ:s normalspåriga bandelar | |   |

## Händelseförlopp

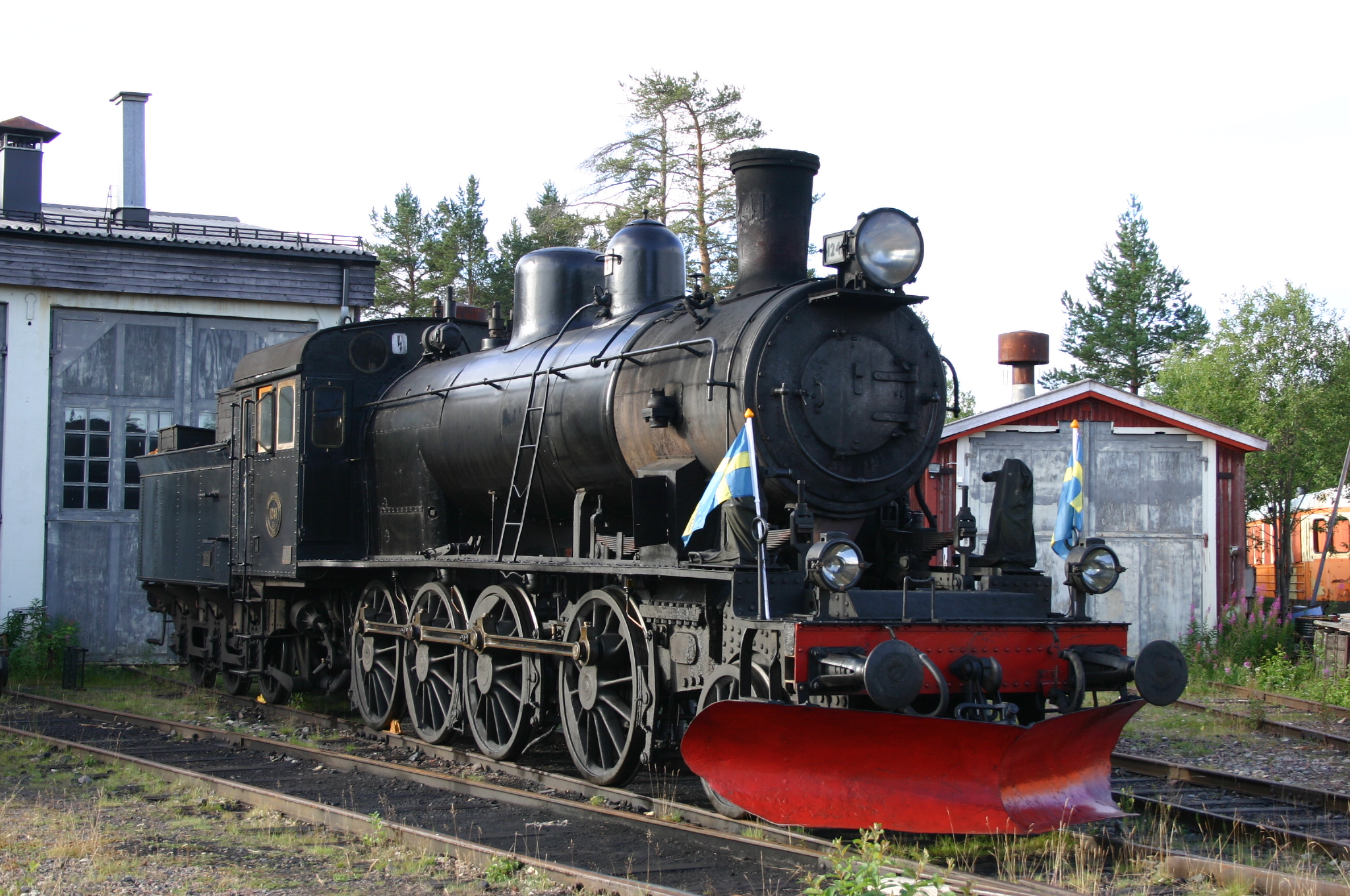
E2 1241 som drog lokalgodståg 8524, här som museeilok i Arvidsjaur 2004

Onsdagen den 28 mars 1956 var rälsbussen YCo6 839 på väg mot Arvidsjaur med tåg 1041 från Gällivare, samtidigt var lokalgodståg 8524 draget av ånglokomotivet E2 1241 på väg norrut från Arvidsjaur.
Denna onsdag skulle tågen 1041 och 8524 möta varandra i Akkavare, vilket alltså var fråga om ett obevakat tågmöte. Rälsbussföraren på tåg 1041 ankom Akkavare före godståget och gjorde uppehåll som vanligt, denne glömde emellertid bort mötet med tåg 8524 och fortsatte således mot Arvidsjaur utan att godståget inkommit. I en kurva c:a 3,2 km söder om Akkavare skedde sedan den oundvikliga kollisionen.
Godståget som var mångfalt tyngre krossade rälsbussens främre del och tryckte den framför sig i ungefär 150 meter innan ekipaget stannade. De flesta som befann sig i den främre delen omkom omedelbart medan de som var längre bak i rälsbussen klarade sig bättre. Sammanlagt utmynnade olyckan i 16 omkomna och 10 skadade.
Rälsbussen, som blev totalt demolerad, skrotades efter olyckan. Ånglokomotivet klarade sig däremot ganska bra och finns ännu bevarat i Arvidsjaur där det regelbundet används i turisttåg.